# Remember The Milk
Remember The Milk（RTM）是一个应用服务提供商基于Web的任务-时间管理。 它允许用户通过计算机以及离线方式管理任务。 它正由一个澳大利亚国际团队开发。
Remember The Milk允许用户创建多个任务列表。 新增任务可以进行编辑选择包括（或不包括）各种领域，可以添加地点并且集成了谷歌地图功能，用户可以保存常用的地点。任务也可以由标签组成。任务可以被推迟，Remember The Milk会告知用户任务被推迟了多少次。